# Lijst van medewerkers van Hart van Nederland
Dit is een lijst van medewerkers van Hart van Nederland.
Legenda
-  = Huidige medewerkers zijn voorzien van een blauw blokje.

## A
|  | Naam                  | Periode   | Functie             | Opmerkingen |
|  | --------------------- | --------- | ------------------- | ----------- |
|  | Christien van der Aar | 1999–2000 | Presentator (avond) | Invaller    |
|  | Pauline van Aken      | 1997–1999 | Presentator (avond) |             |

## B
|  | Naam               | Periode    | Functie                                              | Opmerkingen             |
|  | ------------------ | ---------- | ---------------------------------------------------- | ----------------------- |
|  | Henk Blok          | 2005–2006  | Voice-over                                           |                         |
|  | Joya de Boer       | 2018–2019  | Presentator (avond)                                  | Invaller                |
|  | Robert-Jan de Boer |            | Voice-over                                           |                         |
|  | Leonie ter Braak   | 2018       | Presentator (avond)                                  | Invaller                |
|  | Evelien de Bruijn  | 2006–heden | Presentator (avond), ochtend (2022-heden)            | Sinds 2019 als invaller |
|  | Annemarie Brüning  | 2017–heden | Presentator avond (2017-heden), ochtend (2021-heden) |                         |

## D
|  | Naam           | Periode   | Functie             | Opmerkingen |
|  | -------------- | --------- | ------------------- | ----------- |
|  | Cilly Dartell  | 1996–2012 | Presentator (avond) |             |
|  | Selma van Dijk | 2003–2019 | Presentator (avond) |             |

## E
|  | Naam           | Periode | Functie                 | Opmerkingen |
|  | -------------- | ------- | ----------------------- | ----------- |
|  | Merel Ek       |         | Verslaggever (politiek) |             |
|  | Bart Ettekoven |         | Voice-over              |             |

## F
|  | Naam             | Periode              | Functie             | Opmerkingen |
|  | ---------------- | -------------------- | ------------------- | ----------- |
|  | Mariëtte Fehmers | 2006–2007            | Presentator (avond) | Invaller    |
|  | Robert Feller    | 2008–2012 2015–heden | Voice-over          |             |

## G
|  | Naam                  | Periode    | Functie                                        | Opmerkingen |
|  | --------------------- | ---------- | ---------------------------------------------- | ----------- |
|  | Arjan van der Giessen |            | Verslaggever                                   |             |
|  | Michelle González     | 1997–2017  | Productiemanager                               |             |
|  | Mart Grol             | 2021–heden | ochtend (2021-heden) en invaller avond (2025-) |             |

## H
|  | Naam             | Periode          | Functie                  | Opmerkingen |
|  | ---------------- | ---------------- | ------------------------ | ----------- |
|  | Sam Hagens       | 2018–2024        | Verslaggever (politiek)  |             |
|  | Bas van Halderen |                  | Voice-over               |             |
|  | Bas van der Ham  |                  | Voice-over               |             |
|  | Nikki Herr       | 2022–heden       | Presentator (avond)      |             |
|  | Wolter Hof       | 2004–2014        | Adjunct productiemanager |             |
|  | Carine Holties   | 1996–1997        | Presentator (avond)      |             |
|  | Carla Honing     | 1999–2001        | Presentator (avond)      |             |
|  | Marleen Houter   | 1997–2001        | Presentator (avond)      |             |
|  | Celine Huijsmans | 2020, 2022–heden | Presentator (avond)      | Invaller    |

## K
|  | Naam              | Periode    | Functie                                                        | Opmerkingen |
|  | ----------------- | ---------- | -------------------------------------------------------------- | ----------- |
|  | Marijke Ketel     | 2022–heden | Presentator (ochtend)                                          |             |
|  | Jeroen Kimmel     |            | Voice-over                                                     |             |
|  | Wolter Klok       | 2020–heden | Presentator (invaller avond, 2020-heden en ochtend 2021–heden) |             |
|  | Martijn Kolkman   | 2015       | Voice-over                                                     |             |
|  | Michiel Koudstaal | 1995–2012  | Voice-over                                                     |             |
|  | Hilde Kuiper      | 2007–2008  | Presentator (avond)                                            |             |

## L
|  | Naam            | Periode              | Functie             | Opmerkingen |
|  | --------------- | -------------------- | ------------------- | ----------- |
|  | Pernille La Lau | 2002–2004            | Presentator (avond) |             |
|  | Mark Labrand    | 2016–heden           | Voice-over          |             |
|  | Britt Lap       | 2018–2019            | Presentator (avond) | Invaller    |
|  | Arno Lubbinge   | 1995–2012 2015–heden | Voice-over          |             |

## M
|  | Naam               | Periode    | Functie                      | Opmerkingen |
|  | ------------------ | ---------- | ---------------------------- | ----------- |
|  | Mirella van Markus | 2013–heden | Presentator (ochtend, avond) |             |
|  | Airen Mylene       | 2019       | Presentator (avond)          |             |
|  | Anneloes Mullink   | 2021-2022  | Presentator (ochtend, avond) |             |

## N
|  | Naam           | Periode   | Functie                 | Opmerkingen |
|  | -------------- | --------- | ----------------------- | ----------- |
|  | Charlotte Nijs | 2018–2022 | Verslaggever (politiek) |             |

## P
|  | Naam            | Periode   | Functie             | Opmerkingen |
|  | --------------- | --------- | ------------------- | ----------- |
|  | Lex Peters      |           | Voice-over          |             |
|  | Milika Peterzon | 1995–2012 | Presentator (avond) |             |

## R
|  | Naam          | Periode   | Functie             | Opmerkingen             |
|  | ------------- | --------- | ------------------- | ----------------------- |
|  | Siham Raijoul | 2020–2022 | Presentator (avond) | Vaste presentator ma-do |

## S
|  | Naam               | Periode    | Functie                                                | Opmerkingen             |
|  | ------------------ | ---------- | ------------------------------------------------------ | ----------------------- |
|  | Marlayne Sahupala  | 2003–heden | Presentator (avond)                                    |                         |
|  | Sandra Schuurhof   | 2012–heden | Presentator (avond)                                    |                         |
|  | Nadya Sewradj      | 2020–heden | Presentator (avond, 2020-heden en ochtend, 2021–heden) |                         |
|  | Bart Slim          |            | Voice-over                                             |                         |
|  | Roland Snoeijer    |            | Voice-over                                             |                         |
|  | Madelon Spaan      | 2001–2002  | Presentator (avond)                                    |                         |
|  | Maarten Steendam   | 2020–heden | Presentator (avond)                                    | Vaste presentator ma-do |
|  | Joost van der Stel |            | Voice-over                                             |                         |

## T
|  | Naam            | Periode   | Functie             | Opmerkingen |
|  | --------------- | --------- | ------------------- | ----------- |
|  | Peter Teekamp   |           | Voice-over          |             |
|  | Maureen du Toit | 2001–2012 | Presentator (avond) |             |

## V
|  | Naam               | Periode             | Functie             | Opmerkingen |
|  | ------------------ | ------------------- | ------------------- | ----------- |
|  | Sander Versluys    | 2005–2012           | Voice-over          |             |
|  | Gallyon van Vessem | 1995–1997 2006–2019 | Presentator (avond) |             |
|  | Pieter Vorage      | 2006–2012           | Voice-over          |             |

## W
|  | Naam                | Periode | Functie (Uitzending) | Opmerkingen |
|  | ------------------- | ------- | -------------------- | ----------- |
|  | Hidde van Warmerdam | 2013    | Presentator (avond)  | Als proef   |